# ジョーイ・ラモーン
ジョーイ・ラモーン（Joey Ramone、本名：ジェフリー・ロス・ハイマン（Jeffrey Ross Hyman）、1951年5月19日 - 2001年4月15日）は、アメリカ人のミュージシャン。パンク・ロックバンド、ラモーンズのボーカリスト。

## 概要
ジョニー・ラモーンと共に、結成から1996年に解散するまでバンドに留まったオリジナル・メンバーである。
ジョーイの身長は6フィート6インチ（198cm）もあり、極端に痩せた体型で長い黒髪がほとんど顔を覆い隠していた。この身長は、ステージ上でも存分に生かされ、独特の存在感を出していた。

## 生い立ち
ニューヨーク州クイーンズ区のフォレスト・ヒルズで、ユダヤ人の両親の元に生まれ育った。後のバンド仲間達と共にフォレスト・ヒルズ高校に通っていた。
両親が、1960年代初めに離婚するなど、ジョーイの家庭生活は決して恵まれていなかった。音楽好きだった母親のシャーロット・レシャー(1926 - 2007)は、ジョーイ及び兄弟のミッチェル（ミッキー・リーとも）に音楽活動を勧めた。
ジョーイは、ザ・フーやビーチボーイズ、ザ・ベンチャーズなどのようなオールディーズや、フィル・スペクターがプロデュースした「ガール・グループ」を好んでいた。彼の音楽嗜好は、そのままラモーンズへ受け継がれ、バンドの魅力となる独特の歌詞やポップセンスを生みだした。
彼は13歳でドラムを演奏し始め、ラモーンズを結成した当初は、彼がドラムを担当し、ボーカルはディー・ディーが担当していた。しかしながらディー・ディーはボーカリストに向かないことが分かり、トミーの勧めでジョーイがボーカルとなった。

## ラモーンズ
ジョーイはラモーンズの「ハート・アンド・ソウル」と言われ、ラモーンズのレパートリーで彼が好んだ曲は、多くの場合バラードとラブソングであった。C・J・ラモーンは彼を「グループのヒッピー」と呼んでいた。
ジョーイと、ギタリストのジョニー・ラモーン（ジョン・カミングズ）とが険悪な関係にあったことは有名で、長年まったく口をきかなかったとも言われている。だが、実際は音楽に関する面では頻繁に意見交換をしていた。
この2人の関係がこじれたのは、ジョニーが、ジョーイのガールフレンドであったリンダを「盗んだ」ことが始まりだと言われている。ジョニーは、後にリンダと結婚したが、映画「End of the Century: The Story of the Ramones」の中でジョーイの敵意について話している。
アルバム『プレザント・ドリームス』に収められている、ジョーイ作の「The KKK Took My Baby Away」は、リンダを寝取ったジョニーを、KKKに例えて書いている。この曲は、後のライブでも頻繁に演奏された。後にジョニーは、KKKを演奏することに対して、どんな内容の曲であっても、ファンから支持される曲は演奏する、と語っている。
彼らの対立は、政治思想にまで及んでいる。ジョーイは、いわゆる自由主義であり、ジョニーは、保守主義であった。しかし、ラモーンズでは、政治思想を曲にすることを意識的に避けていた。

## 死
ジョーイ・ラモーンは2001年4月15日にニューヨーク長老教会病院でリンパ腺癌のために49歳で死去した。彼は、リンパ腺腫瘍に長いこと苦しんだものと見られる。1990年代中頃にリンパ腺専門病院に通院する姿を目撃されていた。ファンと彼らに影響を受けた多くのミュージシャンの手で無数の記念物が作られた。
彼はその死に際して、U2の「In a Little While」を聞いていた。ボノは、「エレヴェイション・ツアー」で、元々この曲は恋に浮かされた二日酔いの歌だが、ジョーイは自分自身にとってのゴスペルに変えていた、と紹介した。のちにU2は2014年のアルバム『ソングス・オブ・イノセンス』の第1曲を「ザ・ミラクル(オブ・ジョーイ・ラモーン)」と名付けている。
彼のソロ・アルバム『Don't Worry About Me』は死後の2002年にリリースされ、ルイ・アームストロングのスタンダードをカバーした「この素晴らしき世界」がシングルカットされた。

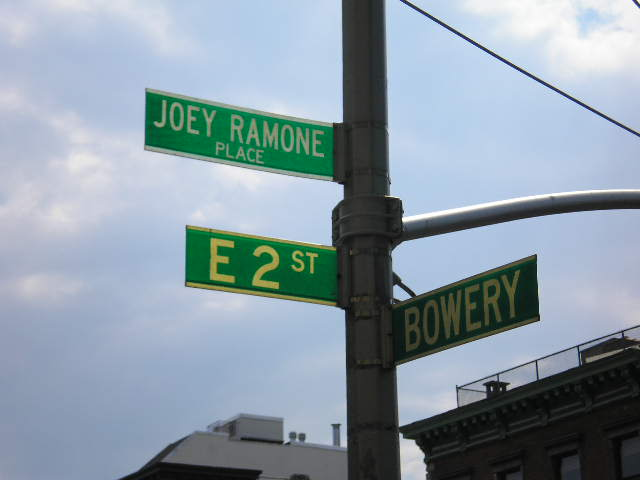
ジョーイ・ラモーン・プレイス

2003年11月30日に、ニューヨークの東2番街ブロックは"ジョーイ・ラモーン・プレイス"と改名された。その場所は、ジョーイがディー・ディーと共に暮らした場所であり、ラモーンズがその経歴をスタートさせたCBGBが近くにあった。ジョーイの誕生日は毎年彼の母親(2007年没)と兄弟が経営するニューヨークのナイトクラブで祝われている。ニュージャージー州リンドハーストのヒルサイド墓地に埋葬された。

## エピソード
ちなみに生誕時、奇形の赤子を背中に伴って生まれたシャム双生児であり、結局この子は未熟だったためにすぐに手術で取り除かれた。
一度も喫煙した事がなかったジョニー･ラモーンとは対照的に、ジョーイは時折喫煙する事があった。

## ディスコグラフィ

### アルバム
- In a Family Way EP – Sibling Rivalry (1994)
- Merry Christmas (I Don't Want to Fight Tonight) single – Joey Ramone (2001)
- Don't Worry About Me – Joey Ramone (2002)
- Christmas Spirit...In My House EP – Joey Ramone (2002)
- Ramones: Leathers from New York EP – The Ramones and Joey Ramone (solo) (1997)

### シングル
- "I Got You Babe" (1982) (A duet with Holly Beth Vincent)
- "What a Wonderful World" (2002)